# 民族起源論
民族起源論（みんぞくきげんろん、英語: ethnogenesis）とは民族集団の形成と発展である。これは、民族集団の自己識別のプロセスを通じて発生する場合もあれば、外部の識別の結果として発生する場合もある。
"ethnogenesis"という語は、20世紀半ばに造語されたが、これは、人類学的な用語で「民族集団」という、まとまりのあるアイデンティティを持っていると識別された新しい社会集団の出現という観察可能な現象を指す。関連する社会科学は、この現象を観察するだけでなく、その原因の説明を探す。 "ethnogeny"という用語も、"ethnogenesis"の異形として使用される。